# Abus sexuels sur mineurs dans l'Église catholique en Espagne
Pour un article plus général, voir Abus sexuels sur mineurs dans l'Église catholique.
Les abus sexuels sur mineurs dans l'Église catholique en Espagne désignent des agressions sexuelles de mineurs, commises au sein de l'Église catholique en Espagne par certains de ses clercs et agents pastoraux. En 2023, un premier rapport sur les agressions sexuelles commises par des membres de l’Église catholique espagnole, entre 1970 et 2023, est remis à Francina Armengol, présidente du Congrès des députés. Il y est estimé un nombre de victimes de 440 000 dont 200 000 mineurs.

## Historique
En 2010, plus d'une dizaine de prêtres condamnés pour abus sexuels sont dénombrés.
En 2018, les jésuites décident une enquête dans huit écoles en Catalogne, il s'agit d'« une enquête systématique sur les possibles cas d’abus sur mineurs dans les centres éducatifs depuis les années 1960 ».
En 2021, conformément aux directives du Vatican, la Conférence épiscopale espagnole (CEE) signale 220 prêtres espagnols faisant l’objet de plaintes. Mais son porte parole Francisco Argüello indique « Nous ne connaissons pas le nombre de cas. Très peu certainement ». Toutefois deux congrégations religieuses, les Jésuites et les Marianistes, ont passé outre cette omerta. En janvier 2021, la Compagnie de Jésus signale 81 victimes de religieux jésuites. De même des marianistes admettent avoir indemnisé 25 plaignants à hauteur de 400 000 euros. Dans les deux cas les identités des victimes et de leurs agresseurs ne sont pas rendues publiques. En échange de ces indemnités les victimes doivent signer un document de confidentialité qui les oblige à taire cette transaction.
En décembre 2021, alors que la CEE indique toujours qu'il existe peu de cas d'abus sexuel  dans l'Église catholique en Espagne, un journaliste du quotidien El País remet directement au pape François un dossier mettant en cause 251 membres de l'Église catholique espagnole et quelques laïcs de congrégations religieuses. François fait suivre ce dossier pour enquête à la Congrégation pour la Doctrine de la Foi, chargée des délits de mœurs dont les abus sexuels d'un prêtre et dirigée par le jésuite espagnol Luis Ladaria Ferrer et au cardinal Juan José Omella, président de la Conférence épiscopale espagnole.
En mars 2022, les députés espagnols décident la création d'une commission parlementaire pour enquéter sur la pédocriminalité dans l’Église catholique espagnole. En juillet, la commission chargée d'établir un rapport sur les violences sexuelles contre des mineurs dans l’Église catholique a tenu sa première réunion. L’Église espagnole refuse d'y siéger regrettant que ces investigations ne visent que l’institution ecclésiastique et non l'ensemble de la société espagnole. Toutefois elle promet qu'elle va coopérer dans la limite de la loi espagnole. Pour sa part, elle a engagé un audit externe par un cabinet d’avocats pour traiter ces agressions sexuelles.
L'Église a recueilli, en juin 2023, les témoignages de 927 victimes qui accusent 728 membres de l’Eglise, essentiellement des prêtres. Ce chiffre est bien inférieur aux 1 957 victimes comptabiliséés par le média El País qui tient sa propre base de données .
En octobre 2023, le médiateur Ángel Gabilondo remet à Francina Armengol, présidente du Congrès des députés un premier rapport sur les agressions sexuelles commises par des membres de l’Église catholique espagnole, de 1970 à 2023. Ce document estime les victimes à 440 000 dont 200 000 mineurs,.
L'Église catholique espagnole décide en 2024 d'indemniser les victimes quand les affaires sont prescrites ou si l'agresseur est décédé. Pour Benoît Pellistrandi, historien spécialiste de l'Espagne contemporaine : « contrairement aux États-Unis, où les indemnisations reflètent souvent la gravité de la faute, en Europe le processus est plus administratif, ce qui pourrait décevoir de nombreuses victimes. » Ainsi le niveau des indemnisations ne dépassera pas 35 000 euros et restera loin des indemnisations élevées d'outre-Atlantique. Pour Félix Bolaños, ministre de la Présidence, il est question d'une « réparation qui n’est garantie à aucun moment », et d'une application non « obligatoire pour les diocèses ». Selon Benoît Pellistrandi, le combat contre les agressions sexuelles dans l'Église espagnole est devenue un « révélateur des fractures politiques dans ce pays profondément anticléricale ». Le gouvernement de gauche continue la laïcisation de la société espagnole,.

## Chronologies des affaires
- XXe siècle
  - Cesáreo Gabaráin, proche de Jean-Paul II, fait  l'objet de plusieurs plaintes pour agressions sexuelles, il est expulsé de différents collèges à Madrid [12]. José Luis Martín Vigil est un prêtre jésuite et célèbre écrivain espagnol dans les années 1960 et 1970[13]. Plusieurs victimes alléguées d'agressions sexuelles de sa part se sont fait connaitre [14].
- 2010
  - À la fin des années 2010, le moine bénédictin Andreu Soler, de l'abbaye de Montserrat, est reconnu comme un « prédateur sexuel » et un « pédophile ». Pendant 30 ans, il a abusé de jeunes scouts dont il était le directeur. Une fois ces agressions révélées, il a été déplacé par l'Église espagnole dans un autre monastère[15]. Il est mort en 2008. En 2019, un autre moine bénédictin est, cette fois-ci, demis de ses fonctions pour pédophilie[4].
- 2019
  - En avril, à Barcelone, Joaquin Benitez, ancien professeur d’éducation physique d'une école catholique dirigée par les Frères maristes, est condamné à 21 ans et 9 mois de prison pour agressions sexuelles sur mineurs. Les quatre victimes doivent par ailleurs recevoir  120 000 euros d'indemnité qui seront réglés par l'assureur des Frères mariste si le condamné est insolvable. Toutefois 17 anciens élèves avaient dénoncé des agressions sexuelles mais celles-ci étaient généralement prescrites. Il s’agit du premier jugement parmi les 12 professeurs des écoles Maristes de Barcelone, poursuivis avec plus de 40 plaintes en 2016[16].
  - Des centaines de manifestants à Bilbao ont contesté la prescription des agressions sur des dizaines d’enfants âgés de 6 à 12 ans, entre 1975 et 1990, d'un ancien professeur de l’école des Salésiens [17].
- 2023
  - Le quotidien El País révèle l'affaire du jésuite espagnol, Alfonso Pedrajas (es), qui indique dans son journal intime l'abus de 80 mineurs en Bolivie. Huit plaintes ont été déposées contre des prêtres de la Compagnie de Jésus, dont Alfonso Pedrajas et trois autres religieux espagnols : Luis Maria Roma, Alejandro Mestre et Antonio Gausset, tous décédés[7].

## À voir

### Documentaire
- Examen de conscience (en) d'Albert Solé sur Netflix, 2019